# Emma Lind
Malin Emma Kristin Lind (* 21. Juli 1995) ist eine schwedische Fußballspielerin. Die Torhüterin spielte in ihrer bisherigen Karriere unter anderem in der Damallsvenskan, der Bundesliga und der Serie A.

## Sportlicher Werdegang

### Vereinskarriere
Lind entstammt der Jugend von Borens IK. Anfang 2012 wechselte sie zur Frauenfußballabteilung des BK Kenty, wo sie im Zweitligafußball debütierte. Ein Jahr später zog sie zum Drittligisten Smedby AIS weiter, wo die Teenagerin zwei Spielzeiten als Stammtorhüterin zwischen den Pfosten stand. 2015 verpflichtete sie der Erstligaabsteiger Jitex BK, mit dem sie in der Elitettan in der Spielzeit 2015 den letzten Platz belegte. Daraufhin zog sie zum Ligakonkurrenten IF Limhamn Bunkeflo weiter, mit dem sie am Ende der Spielzeit 2016 als Zweitligameisterin in die Damallsvenskan aufstieg. Auch hier setzte sie sich im Lauf der Zeit als Stammkraft fest. Nach Ende der Spielzeit 2018 verließ sie den Klub in Richtung FC Rosengård, musste sich dort jedoch hinter Zećira Mušović einordnen und stand beim Gewinn der Meistertitels in der Spielzeit 2019 nur einmal auf dem Platz – bei der 0:1-Niederlage gegen Kristianstads DFF am letzten Spieltag, als der Titelgewinn der Mannschaft um Mannschaftskapitänin Caroline Seger, Glódís Viggósdóttir, Anna Anvegård, Johanna Kaneryd und Hanna Bennison bereits feststand. In der folgenden Spielzeit, die der Klub als Tabellenzweiter abschloss, blieb sie ohne Einsatz.
Im Januar 2021 wechselte Lind zum ehemaliger deutschen Meister 1. FFC Turbine Potsdam, bei dem sich die Stammtorhüterin Vanessa Fischer verletzt hatte. Dort lieferte sie sich mit Zala Meršnik ein Duell um den Platz zwischen den Pfosten und kam auf vier Ligaspiele, ehe gegen Saisonende Fischer ins Tor zurückkehrte. Zum Auftakt des Sommertransferfensters kehrte Lind im August 2021 nach Schweden zu Jitex BK in die zweitklassige Elitettan zurück. Bis zum Ende der Spielzeit 2021 stand sie in allen 13 Saisonspielen zwischen den Pfosten und belegte mit dem Klub den achten Tabellenplatz.
Ihr erneuter Aufenthalt in Mölndal währte jedoch nur kurz, Lind ging im Januar 2022 erneut ins Ausland und band sich mit einem bis Sommer 2023 gültigen Kontrakt an den italienischen Klub AS Rom. Am 15. Januar 2022 debütierte sie beim 2:1-Heimerfolg im Ligaspiel gegen den FC Empoli, konnte sich aber im weiteren Verlauf der Spielzeit 2021/22 nicht im Duell mit Camelia Ceasar durchsetzen. In drei Ligaeinsätzen trug sie somit zur Vizemeisterschaft hinter Juventus Turin bei. 

### Als Auswahlspielerin
2018 debütierte Lind, die zuvor ohne Berufung in Juniorenauswahlmannschaften geblieben war, in der schwedischen U-23-Nationalmannschaft während eines 4-Nationen-Turniers in den Vereinigten Staaten. Ende September 2022 nominierte Nationaltrainer Peter Gerhardsson sie in den 25-köpfigen Kader für die im Oktober anstehenden Länderspiele der A-Nationalmannschaft. Letztlich blieb sie bei den Duellen mit Spanien und Frankreich aber ohne Spieleinsatz.